# Ganda (Aviatico)
Ganda [ˈɡanda] (Ganda [ˈɡanda] in dialetto bergamasco) è una frazione del comune di Aviatico, in provincia di Bergamo.

## Geografia fisica

### Territorio

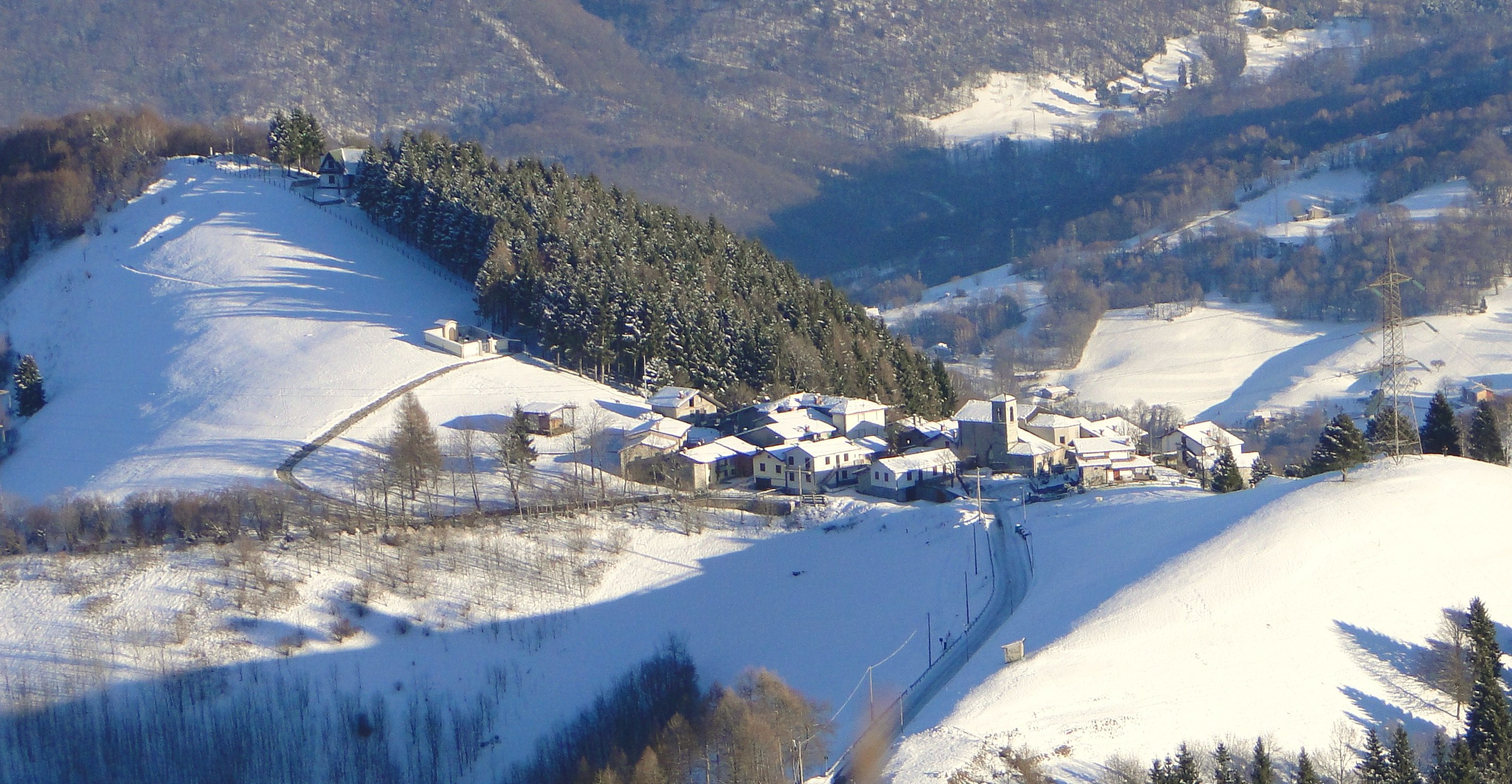
Ganda visto dalla Cornagera

La frazione di Ganda occupa la parte orientale del territorio comunale di Aviatico, ad un'altezza di circa 1060 m s.l.m.
Situata su un piccolo altipiano posto tra i monti Ganda e Rena e sovrastato dal monte Poieto, si trova in posizione altamente panoramica sulla sottostante media val Seriana, ma anche sulla Val Gandino e sulla pianura bergamasca.
Il suo territorio censuario comprende i limiti orografici della piccola valle del Rovaro, con l'aggiunta della parte sommitale del colle Ganda. I suoi confini sono dati a Nord e Nord-Est dallo spartiacque della valle di Platz, di competenza territoriale di Gazzaniga, mentre a Sud e Sud-Est dal crinale del monte Rena, che lo suddivide da Comenduno, frazione di Albino. Ad Ovest invece si trova Amora, altra frazione di Aviatico.

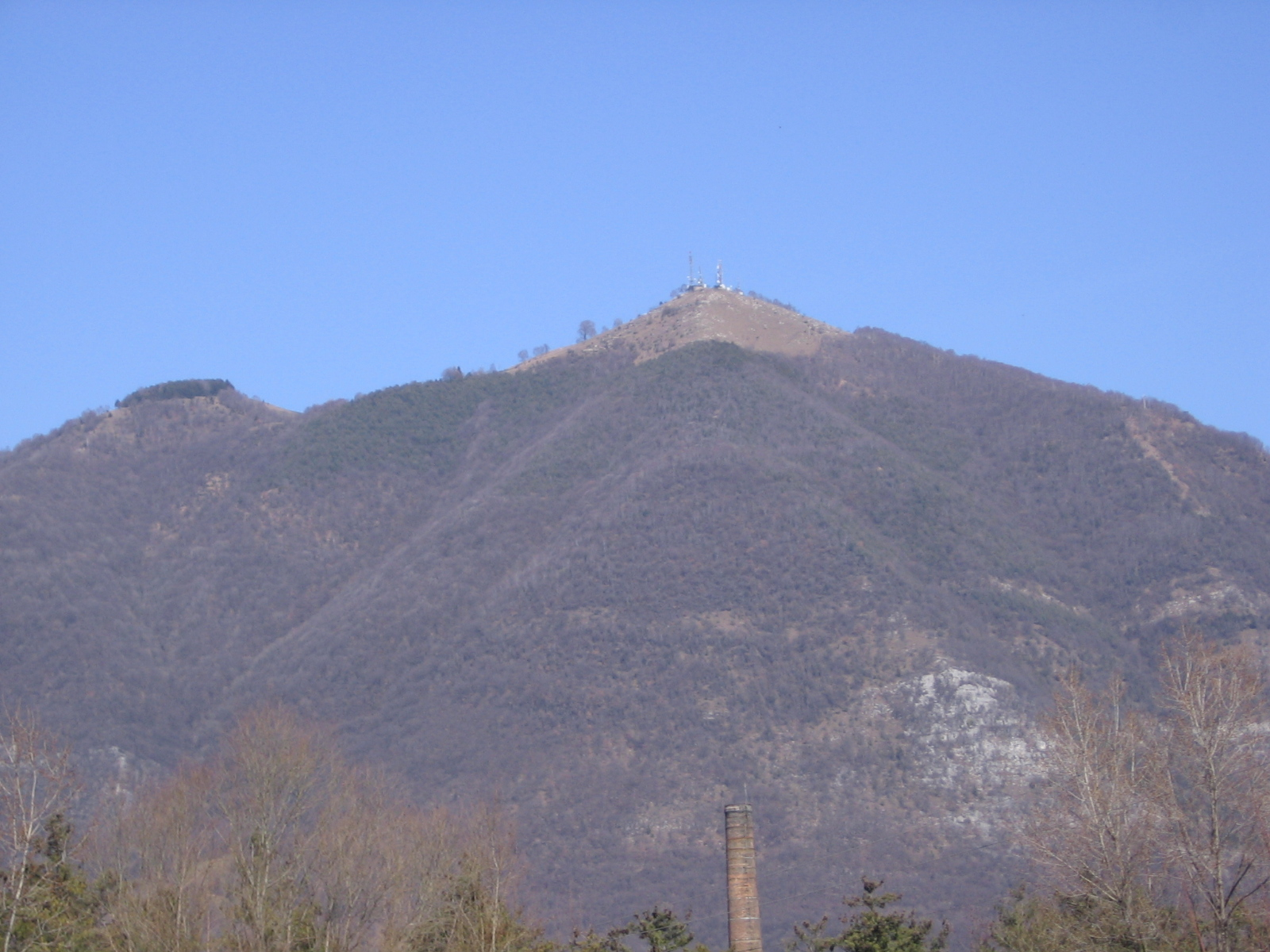
Il monte Rena visto dal fondovalle seriano

La rete viaria è molto semplice ed è composta da una sola arteria, la strada provinciale SP41. Questa con andamento sinusoidale, sale da Gazzaniga, distante circa dieci chilometri, tocca la frazione Orezzo, scollina presso il colle di Ganda (noto localmente come Col de la Muruna) ed in breve arriva prima ad Amora e poi, dopo circa tre chilometri, al capoluogo Aviatico.
Vi sono inoltre numerosi sentieri e mulattiere, molto utilizzati nei secoli scorsi, che collegano il paese con i centri vicini quali Amora, Orezzo e le sue località Platz, Cà de Spì e Coldrè, Petello e Merà, luoghi appartenenti al comune di Albino.
Per ciò che concerne l'idrografia numerosi sono i piccoli corsi d'acqua che bagnano il territorio e che prendono vita a valle dell'abitato: per lo più si tratta di torrenti che si attivano solo in seguito ad abbondanti piogge e che raccolgono le acque in eccesso provenienti dai monti circostanti. Il principale è il Rovaro, che si sviluppa nell'omonima valle stretta tra i monti Ganda e Rena e raggiunge il fondovalle gettandosi nel Serio da destra tra Gazzaniga ed Albino.

## Storia
Poche sono le informazioni riguardanti questo piccolo borgo montano.
Si presume che, nei secoli successivi alla caduta dell'impero romano, la zona venne abitata da gruppi di persone che si spinsero fin qui per trovare scampo alle scorrerie ed alle incursioni delle tribù guerriere che imperversavano nei fondovalle.
Il toponimo invece dovrebbe avere origine più antica, vista e considerata la chiara matrice celtica "Gant", riscontrabile anche in altri paesi della bergamasca quali Gandino e Gandosso, stante ad indicare una zona in cui è presente una frana, un dirupo franoso o uno sfasciume di pietre. Questa forse era identificabile, come sostenuto dallo storico Zanetti, con il materiale roccioso staccatosi dal vicino monte Cornagera in seguito ad un terremoto scatenatosi nell'antichità.
Da sempre posto in una posizione defilata, Ganda non ha mai vissuto sul proprio territorio episodi storici di rilievo, "subendo" le trasformazioni politiche che avvenivano nel resto della provincia o della regione.
Tra i primi documenti storici che riguardano la zona, vi è quello datato 957, nel quale l'imperatore Ottone II di Sassonia assegnava in feudo la valle Seriana al vescovo di Bergamo.
In quei tempi la zona di Ganda era praticamente disabitata, utilizzata soltanto da alcuni viandanti che dovevano spostarsi tra le valli Seriana e Brembana.
A tal riguardo una leggenda vuole che il primo nucleo abitativo sia stato formato proprio da persone di passaggio che, stanche per il viaggio, si fermarono e stabilirono capanne dove potersi riposare. Un'altra versione circa l'origine, anch'essa tra la realtà e la fantasia, indicherebbe come primi abitanti alcuni residenti del borgo di Aviatico che nell'anno 999 abbandonarono le loro abitazioni per stanziarsi in luoghi più riparati, tra cui le guglie della Cornagera, per via della grande paura derivante dall'avvento dell'anno 1000.

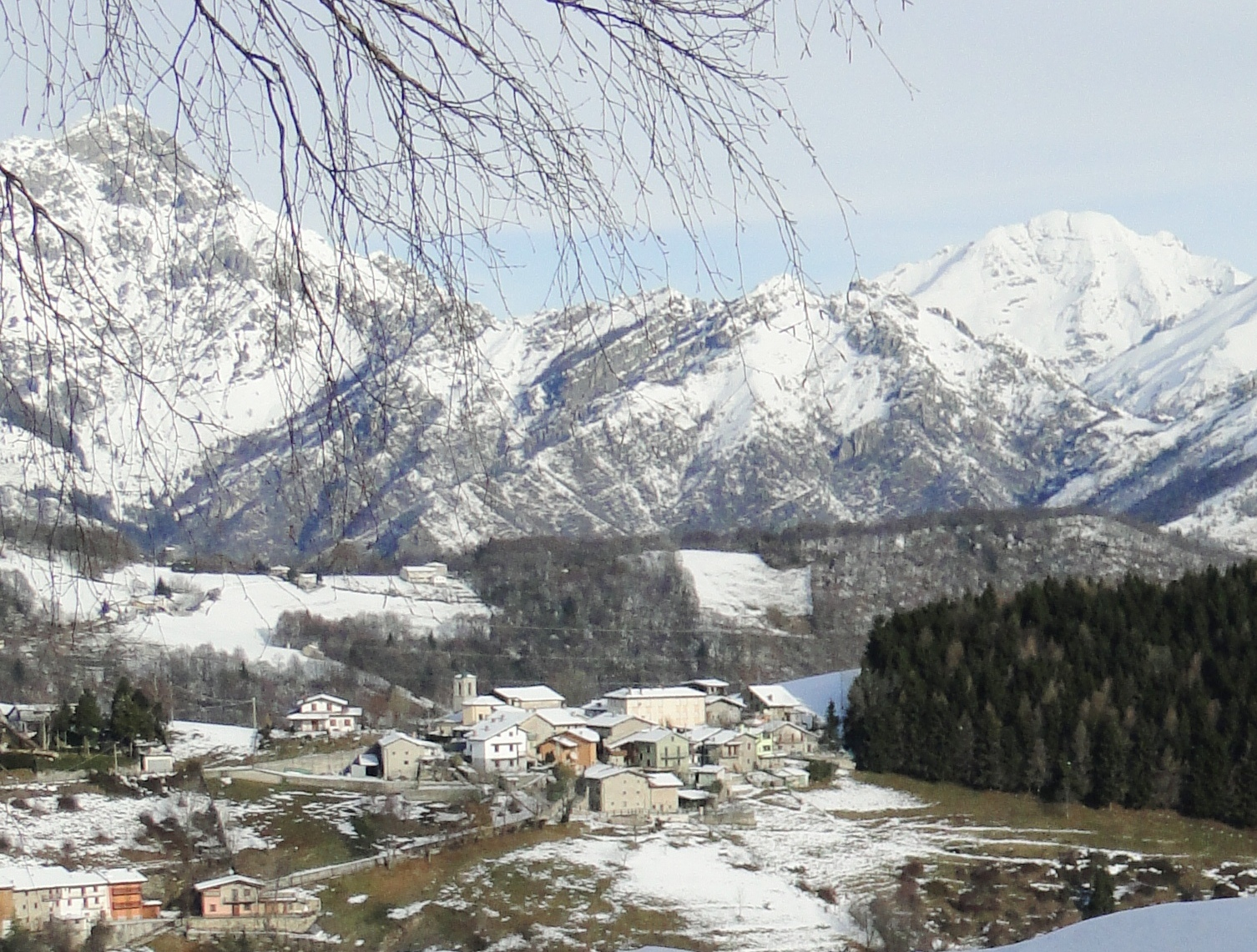
Vista di Ganda dal monte Rena. Sullo sfondo i monti Alben ed Arera

In ogni caso i primi abitanti inizialmente dovettero adattarsi a condizioni di vita difficili, in quanto il territorio, già di per sé isolato, non offriva condizioni utili al sostentamento in quanto privo sia di sorgenti d'acqua che di colture.
Un miglioramento venne dall'introduzione dell'allevamento di animali quali bovini, ovini e caprini, unito allo sfruttamento agricolo dei terreni circostanti.
Un ulteriore passo nell'organizzazione del piccolo centro fu la scelta di edificare un luogo di culto, seppur dalle ridottissime dimensioni, che funse da primo riferimento della comunità. Si trattava di una tribulina che, collocata su un piccolo colle attiguo all'abitato, veniva utilizzata, oltre che per la preghiera, anche per la sepoltura dei morti.
L'unico sussulto nella tranquilla vita del paese vi fu nel 1398 quando, nell'ambito delle lotte fratricide tra guelfi e ghibellini, il duca di Milano Barnabò Visconti si attivò per sottomettere la fazione guelfa dei Signori di Comenduno. Di fronte ai mercenari inviati dal duca milanese, numerosi guelfi cercarono di riparare in posti sicuri, trovando rifugio proprio presso il borgo di Ganda, posto a monte dell'abitato comendunese.
A livello amministrativo, in epoca tardo-medievale, il borgo venne incluso nelle competenze territoriali dell'entità denominata Comune Maggiore di Albino, comprendente numerosi centri del fondovalle, che poteva gestirne i terreni per uso comune.
Nel 1427, mentre numerose comunità della provincia di Bergamo chiesero aiuto alla Repubblica di Venezia, gli abitanti di Ganda mantennero invece neutralità e sottomissione agli eventi, condizione ribadita anche nei confronti delle successive dominazioni francese, con la Repubblica Cisalpina, ed austriaca, con il Regno Lombardo-Veneto.
Sotto la dominazione della Serenissima, Ganda riuscì comunque ad emanciparsi sia a livello religioso che amministrativo: la sua chiesa venne difatti eretta a parrocchia nel 1619, mentre l'autonomia amministrativa arrivò nel 1756.
La popolazione nel frattempo era cresciuta, accogliendo numerose famiglie provenienti specialmente dai sottostanti borghi di Gazzaniga e Rova, attratte da prospettive di vita tranquille, raggiungendo 138 unità nel 1776.
A livello amministrativo, Ganda rimase autonomo fino al 1797 quando, contestualmente al passaggio dalla Repubblica di Venezia alla napoleonica Repubblica Cisalpina, venne unito a Bondo, Barbata ed Orezzo in un comune che raggruppava quattro borghi montani, pur senza continuità territoriale tra loro.
Nella successiva riorganizzazione territoriale del 1805 venne incluso nel comune di Aviatico, mentre nel 1809 passò in quello di Albino, da cui si staccò nuovamente nel 1816, anno in cui la zona passò sotto la dominazione austriaca del Regno Lombardo-Veneto, ritornando definitivamente nelle competenze di Aviatico.
Tuttavia a partire dai primi anni del XX secolo si verificò una forte inversione di tendenza dal punto di vista demografico, con gli abitanti che sempre più cominciarono ad emigrare nei paesi del fondovalle, più appetibili dal punto di vista dei servizi offerti e delle opportunità professionali. Ne derivò che il borgo di Ganda arrivò ad essere quasi completamente disabitato, ricominciando a popolarsi soltanto nei fine settimana e nel periodo estivo, grazie alle case di villeggiatura.

## Sentieristica
Questa frazione offre innumerevoli opportunità per chi volesse passare un po' di tempo immerso nella natura, con molti sentieri che si snodano sulle pendici delle propaggini circostanti. Tra i principali vi è quello che, contrassegnato con il segnavia del CAI numero 521 compie il periplo dei monti Poieto e Cornagera, raggiunge Ganda, per poi scendere sul fondovalle presso Rova, frazione di Gazzaniga.
Interessanti sono anche le tracce numero 522, che si dirama dal monte Poieto e tocca nell'ordine Ganda, la val di Platz fino a giungere in Gazzaniga, e numero 538, che dall'abitato scende nella valle del Rovaro verso il colle del Batès, raggiungendo la località Merà ed infine Comenduno.
Molto semplice, ma remunerativa, è infine la passeggiata che si sviluppa dall'abitato lungo la strada carrabile che sale alla sommità del monte Rena. Dal dislivello limitato, permette di godere di scenari di elevato impatto sulla pianura sottostante e di raggiungere i ripetitori televisivi, da cui si sviluppa un'altra traccia che si ricollega al sentiero didattico, che si sviluppa in territorio albinese, intitolato ad Agostino Noris. Quest'ultimo, indicato con il segnavia numero 6, è accessibile anche ai disabili e presenta aspetti di interesse in ambito geologico e naturalistico.

## Luoghi di culto

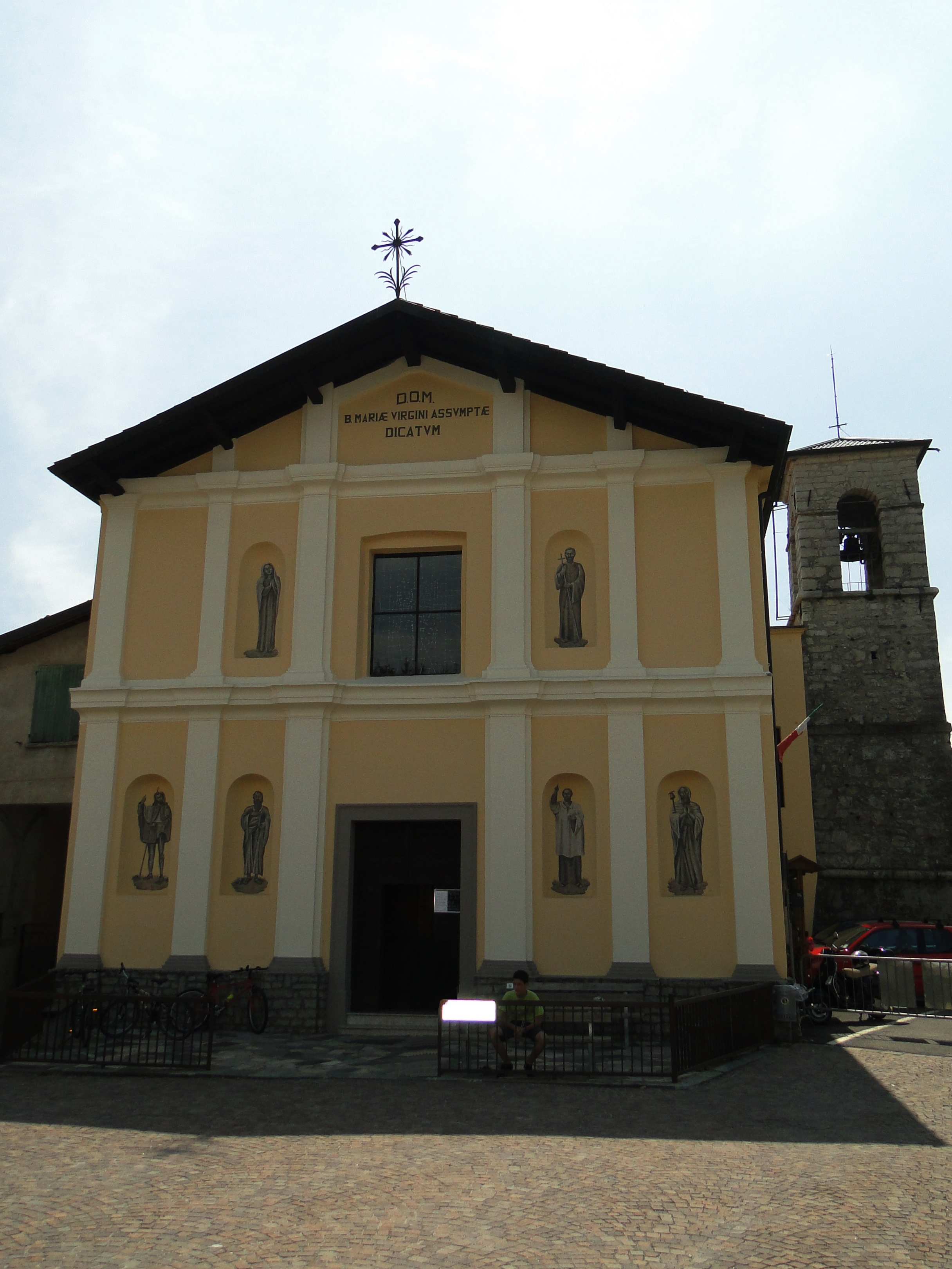
La chiesa parrocchiale di santa Maria Assunta

Dal punto di vista architettonico merita menzione l'attuale chiesa di santa Maria Assunta, edificata in luogo di una piccola edicola intitolata alla Madre di Dio.
Elevata a rango di parrocchiale nel 1619, presenta una facciata con sei nicchie, all'interno delle quali sono dipinte le immagini di Maria e dei santi Antonio abate, Giuseppe, Rocco, Pietro e Paolo.
All'interno di essa sono custodite opere di pregio artistico, tra cui spicca la pala raffigurante il Crocifisso circondato dalla Madonna, San Giovanni evangelista, San Rocco e San Sebastiano, eseguita da Giovanni Brighenti. Interessanti sono anche gli affreschi di Gian Battista Paganessi, allievo di Ponziano Loverini, il neoclassico altare maggiore che racchiude le reliquie dei santi Prospero e Simplicio, nonché l'organo eseguito dalla ditta Luigi Parietti.

## Osservatorio astronomico

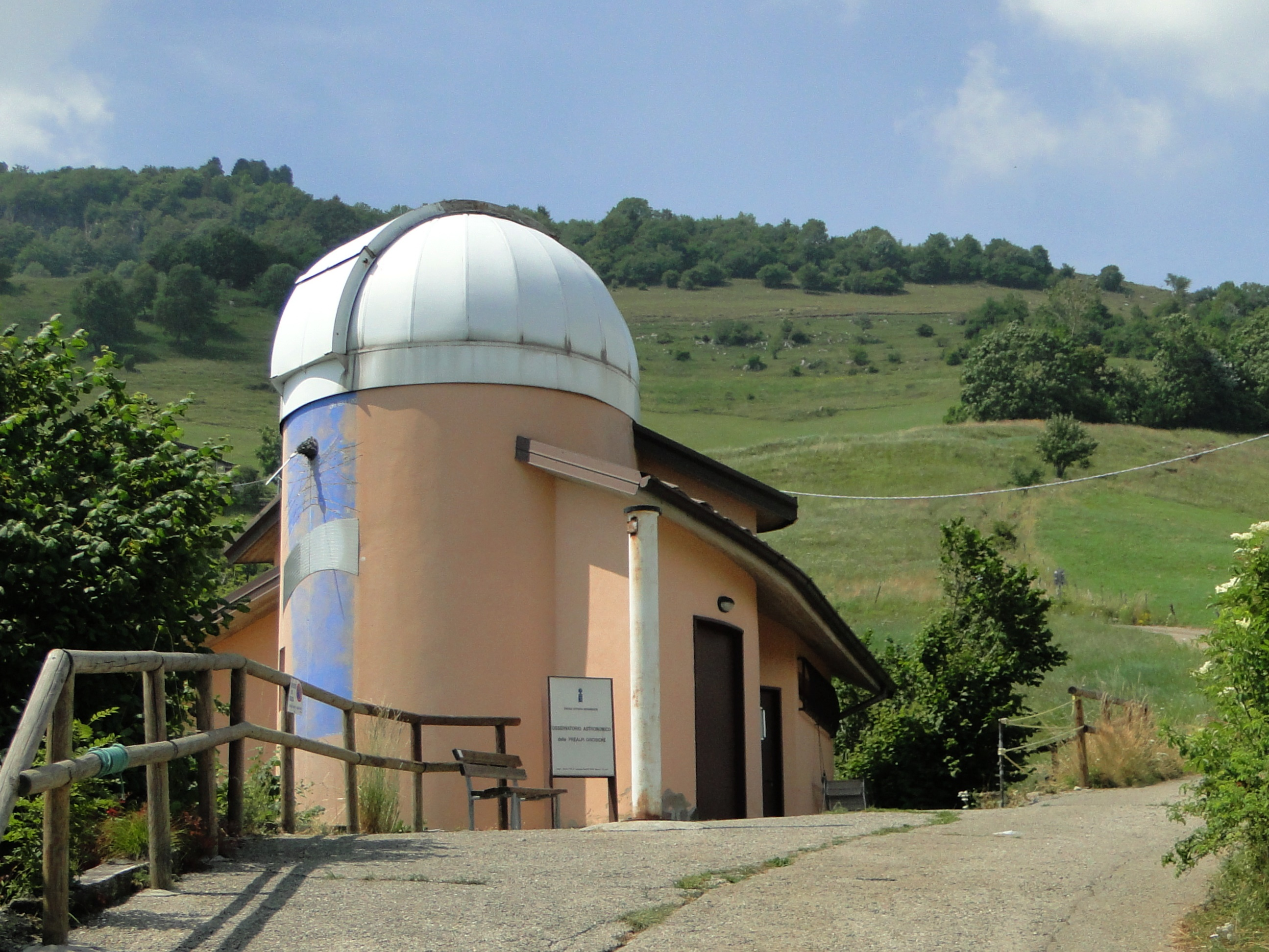
L'osservatorio astronomico

Notevole importanza ricopre infine l'osservatorio astronomico delle Prealpi Orobiche, situato sulle pendici meridionali del monte Poieto, ad un'altezza di circa 1200 m s.l.m., distante pochi minuti di cammino dal piazzale di Ganda. Realizzato dal Circolo Astrofili Bergamaschi negli ultimi anni del XX secolo, è aperto al pubblico ogni primo venerdì del mese dalle ore 21 e propone anche corsi di astronomia e visite didattiche.